# Kumbang (Tanah Pasir)
Kumbang is een bestuurslaag in het regentschap Aceh Utara van de provincie Atjeh, Indonesië. Kumbang telt 391 inwoners (volkstelling 2010).